# DenizBank
DenizBank A.Ş. (en turco: Banco del Mar) es un gran banco privado de Turquía, el quinto más importante del país.

## Historia
DenizBank fue establecido en 1938 como un banco estatal (Denizcilik Bankası) para ayudar a financiar la entonces emergente industria marítima turca. En 1992, el gobierno turco decidió consolidar una serie de bancos estatales y DenizBank se fusionó con Emlakbank.
En 1997, el gobierno subastó una licencia bancaria bajo el nombre de DenizBank sin ningún activo significativo a excepción de tres edificios de sucursales. Zorlu Holding adquirió el banco, en manos del Consejo de Privatización de Turquía, por 70 millones de dólares.
Las operaciones comenzaron en una habitación de hotel en agosto de ese año y el banco se trasladó a su nueva sede en Karaköy al mes siguiente. También se abrieron sus primeras 13 sucursales (5 fuera de Estambul). Con un programa de revitalización iniciado, se abrieron sucursales bajo una nueva identidad corporativa. La expansión se vio apoyada por la adquisición de sucursales de otros bancos, incluyendo Tarişbank en 2002. La banca por Internet fue introducida en 1999, y Deniz Yatırım fue fundada en 2001.
En 2002 el banco se trasladó a su nueva sede en Esentepe, Şişli, y adquiere Tarişbank. La oferta pública de venta del banco en la bolsa de Estambul tuvo lugar en 2004.
La empresa se internacionalizó mediante el establecimiento o la adquisición de bancos en Austria, Rusia y Chipre del Norte.
El 31 de mayo de 2006, Dexia anunció que había adquirido una participación del 75 % en la compañía por 2437 millones de dólares. El 25 % restante de las acciones eran de titularidad pública. Permaneció como accionista principal hasta 2012, cuando Sberbank acordó comprar DenizBank por 3600 millones de dólares a Dexia.
En mayo de 2018 el banco emiratí Emirates NBD anunció la compra de Denizbank por 3200 millones de dólares.

## Controversias
En noviembre de 2024, se produjeron algunos desarrollos respecto a acusaciones de fraude que involucran a estrellas del fútbol de alto perfil. Los fiscales en Estambul han preparado una acusación que busca penas de prisión que oscilan entre 72 y 240 años para el CEO de Denizbank, Hakan Ates, y el exgerente general asistente, Mehmet Aydogdu. Se les acusa de orquestar un esquema fraudulento que defraudó a jugadores como Arda Turan y Fernando Muslera, entre otros, por aproximadamente 44 millones de dólares a través de un supuesto "fondo especial secreto".
El caso se deriva de las acciones tomadas por una exgerente de sucursal, Secil Erzan, quien ha sido acusada de operar un esquema Ponzi. La acusación sostiene que Ates y Aydogdu estaban al tanto de las actividades de Erzan, dada su estrecha relación con algunos de los denunciantes.
Tanto Ates como Aydogdu han negado las acusaciones. Ates declaró que solo se enteró de las actividades fraudulentas en abril de 2023 y lo reportó inmediatamente a las autoridades, afirmando que cualquier creación de fondo requeriría aprobación regulatoria. Aydogdu afirmó que no tenía conocimiento del fraude y atribuyó su involucramiento a sus conexiones con Galatasaray, el club de fútbol vinculado a muchas víctimas.
Denizbank se ha distanciado públicamente de las acusaciones, afirmando que no ha recibido información formal sobre la investigación y criticando la divulgación prematura de los detalles de la acusación como una violación de la confidencialidad. A medida que el caso avanza, aún no se han realizado arrestos ni se han programado comparecencias judiciales para Ates o Aydogdu.